# Vlag van Shropshire

Vlag van Shropshire

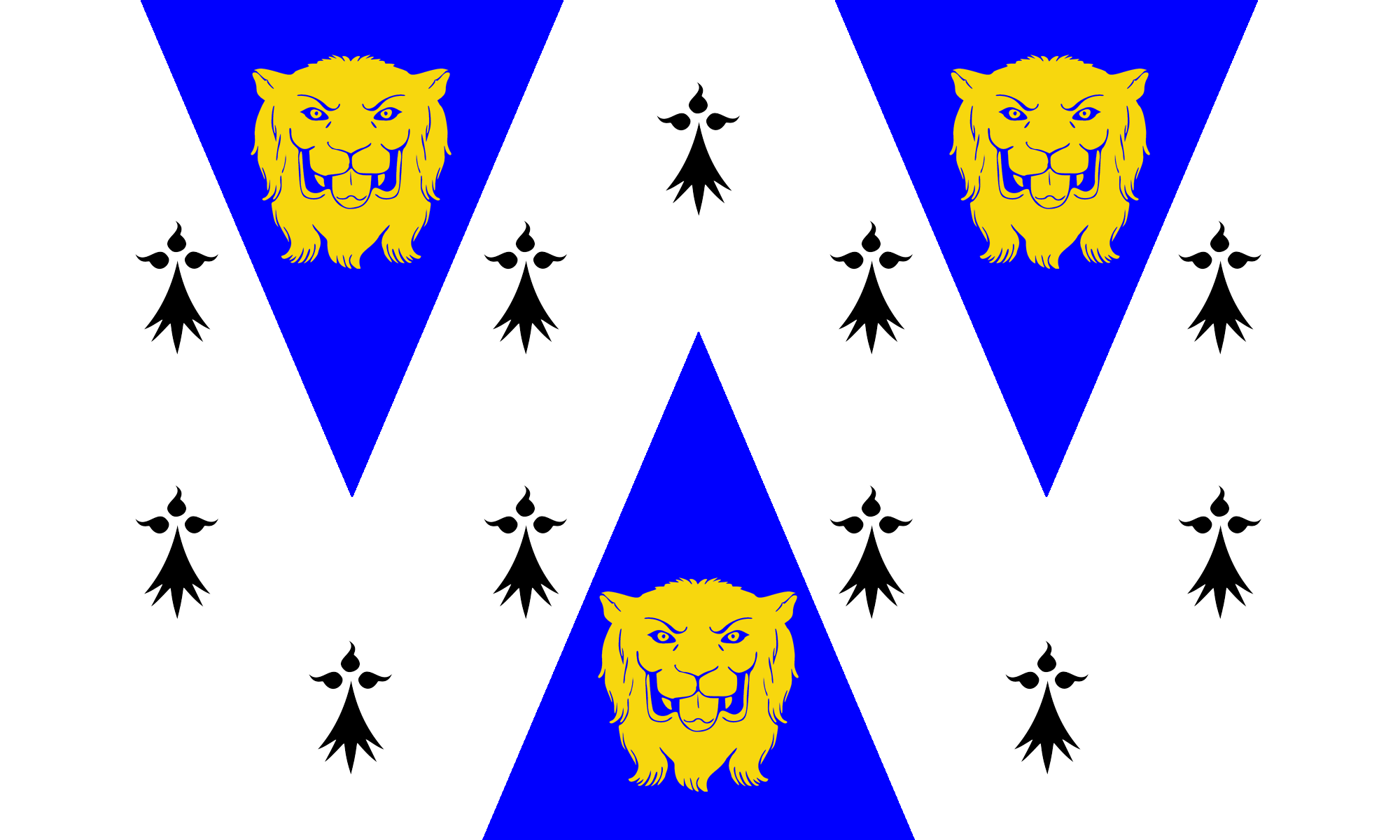
Vlag van Shropshire (variant)

De vlag van Shropshire is de vlag van het Engelse graafschap Shropshire. De vlag werd geregistreerd bij het Flag Institute en werd op 19 april 2013 officieel de vlag van de provincie. Het ontwerp was van John Yates.

## Geschiedenis
De vlag is eengelijk aan het wapens van de voormalige Shropshire (of Salop) County Council die in 1895 werden toegekend. De luipaardengezichten, plaatselijk "loggerheads" genoemd, zijn een traditioneel embleem voor Shropshire en een aantal van zijn steden. Er wordt aangenomen dat de loggerheads afkomstig zijn van de Royal Arms of England en dat de blauwe en gele kleuren die van Rogier II van Montgomery, graaf van Shrewsbury, voorstellen. Loggerheads kwamen ook voor op het stadswapen van Shrewsbury, dat voor het eerst werd vermeld in 1623, waarmee hun connecties met het lokale gebied werden verstevigd. Men denkt dat de naam afkomstig is van de gewoonte om een dergelijk ontwerp op de kop van de boomstam te kerven die als stormram werd gebruikt. Het "gouden" erminois aspect onderscheidt het wapen/vlag van het graafschap van die van de stad.
De vlag (met het kortstondige "witte" hermelijnpatroon in plaats van de hermelijn) werd in april 2011 boven het Department for Communities and Local Government gevlogen als onderdeel van een programma om traditionele graafschappen van Engeland te promoten.
Op 23 juli 2019 wapperde de vlag van Shropshire onder andere op Parliament Square in het kader van Historic County Flags Day.

## Ontwerp
Erminois, drie palen, twee van het hoofd en één van de basis, elk met een luipaardkop.
De Pantone-kleuren voor de vlag zijn: Reflex Blue, Yellow en Black